# Ilex peiradena
Ilex peiradena är en järneksväxtart som beskrevs av Shiu Ying Hu. Ilex peiradena ingår i släktet järnekar, och familjen järneksväxter. Inga underarter finns listade i Catalogue of Life.